# Tanjung Raden (Danau Teluk)
Tanjung Raden is een bestuurslaag in het regentschap Jambi van de provincie Jambi, Indonesië. Tanjung Raden telt 2489 inwoners (volkstelling 2010).